# 마블 유니버스
마블 유니버스(Marvel Universe, 마블 세계)는 마블 코믹스에서 출판된 만화책과 마블 스튜디오를 비롯한 다른 미디어의 스토리가 전개되는 가공, 가상의 공유 세계관 설정이다.

## 개요
세계관 설정은 다양한 캐릭터들이 각 스토리에서 존재하고 있다가, 그 영역의 경계를 허무는 데서 시작되었으며, 처음 사용된 것은 DC 코믹스의 슈퍼맨와 배트맨의 협작에서였다.
연속성, 다중우주론, 평행우주 개념을 기반으로 하며, 개념의 단계는 다음과 같다.
옴니버스(Omnibus) > 메가버스(Mega-verse) > 멀티버스(Multiverse)
옴니버스는 모든 우주, 멀티버스, 차원과 현실의 집합체이다. 우리의 현실, 마블 유니버스와 DC 코믹스를 비롯한 다른 미디어에서 표현되는 모든 세계관 설정을 통칭한다.  보통은 그냥 '우주'로 표기하며 중요하게 언급하지 않는다. 
메가버스는 마블 유니버스를 통칭하는 말로, 뉴 유니버스, 울트라버스 등이 포함된다. (구체적인 개념은 아직까지 실제로 표현되지 않았다.) 
멀티버스 (마블 코믹스)는 각 캐릭터가 각 스토리에서 존재하는 개체적 유니버스를 의미하며, 그들이 하나의 지구에 존재하지 않음으로써, 제작 상의 논리를 뒷받침하는 근거이다. 
같은 이름을 가진 캐릭터가 다른 유니버스에서 다르게 묘사될 수 있으며, 이는 영화와 드라마, 만화, 애니메이션, 비디오 게임 등 다양한 영역에서 해당하는 내용이다.

## 종류
마블 유니버스는 약 300개 가량이 되며, "지구(Earth) + 일련의 번호"로 표시한다. 대표적인 예시는 다음과 같다.
지구 616 (Earth Prime)

마블의 메인 유니버스, 마블의 원작이 포함되어 있으며, 대다수의 캐릭터가 포함되어 있다. 어벤져스가 기반하는 세계관. 좁은 의미의 마블 유니버스는 지구 616을 의미하기도 한다.
지구 0

빅뱅 이전의 세계
지구 295

에이지 오브 아포칼립스의 세상아포칼립스가 지배하는 세계에서 매그니토가 엑스맨을 이끌며 저항하는 세계
지구 774

헐크가 변신해도 제정신을 차리고 있는 세계
지구 811

엑스맨이 암살 방지를 실패해, 뮤턴트들이 억압을 받는 대체 미래 세계관, 영화 엑스맨: 데이즈 오브 퓨처 패스트의 미래 상황을 묘사한 세계
지구 96283

스파이더맨의 세계관. 영화 스파이더맨 시리즈의 세계
지구 120703

영화 어메이징 스파이더맨 시리즈의 세계
지구 121347

영화 고스트 라이더의 세계
지구 400083

영화 헐크의 세계
지구 1218

마블 캐릭터들이 오직 만화책, 영화 등 다양한 문화적인 매채들로만 존재하는 우리*의 "현실" 세계 (우리*: 코믹스 독자와 영화의 팬 등 임.)

※ 기타 현존하고, 표현된 나머지 모든 유니버스는 다음의 문서를 참고하십시오.

## 구성
마블 유니버스는 원작자에 의해 표현된 캐릭터로 구성되어 있으며, 관련 미디어 컨텐츠 스토리 또한 이 캐릭터에 의해 전개된다. 광범위한 세계관 설정인 만큼, 캐릭터에 일련의 등급을 부여하였으며 이를 '티어(tier)'라고 부른다. 티어는 현재 1~9까지 구분하며, 일부에서는 마블이 공식적으로 인정하지 않은 정보라고 주장하며, 팬들이 만들어 낸 가상의 요소라고 한다. 다만, 마블 세계관을 이해하는 데 있어 상당한 도움이 되는 개념으로, 실제 마블 유니버스 스토리에 적용을 해도 무방하다.
티어는 단순히 캐릭터의 힘의 순위를 매긴 것이 아니라, 마블 유니버스를 구성하는 데 있어 미친 영향력이나 미칠 수 있는 영향력 수준을 구분한 것이다.
| 티어 등급 | 해당 캐릭터                                    |
| --------- | ---------------------------------------------- |
| 티어 9    | 헐크, 허큘리스, 토르, 블랙 하트, 아마데우스 조 |
| 티어 8    | 메피스토, 실버 서퍼, 온슬로트, 타노스          |
| 티어 7    | 고스트 라이더, 얼티밋 둠, 닥터 스트레인지      |
| 티어 6    | 프랭클린 리처드, 비욘더                        |
| 티어 5    | 갤럭투스, 와처                                 |
| 티어 4    | 데스, 오블리비언, 인피니티                     |
| 티어 3    | 이터니티, 인피니티 스톤 타노스                 |
| 티어 2    | 피닉스 포스, 리빙 트리뷰널                     |
| 티어 1    | 원 어보브 올, 로키                             |

주요 캐릭터에 대해 부가적인 설명을 덧붙이자면, 다음과 같다.
티어 9의 블랙 하트는 티어 8의 메피스토의 아들이다. 다만 둘의 관계는 적대적이다.
티어 9의 아마데우스 조는 마블 유니버스에서 7번째로 머리가 좋은 캐릭터이다. 머리가 좋아 티어 등급에 랭크되었다. 영화 어벤져스 2의 헬렌 조의 아들이다.
티어 8의 메피스토는 악마라고 볼 수 있으며, 영화 '고스트 라이더'에도 등장했고, 자신의 포켓 유니버스를 지배한다. 영혼을 뺏는 것이 취미며, 주로 계약을 통해 뺏는다(계약을 한 사람은 대표적으로 '고스트 라이더'의 숙주인 쟈니 블레이즈)티어 8의 실버 서퍼는 티어 5의 갤럭투스의 전령이다.
티어 8의 온슬로트는 엑스맨 시리즈의 자비에르와 매그니토의 정신력이 결합한 캐릭터이다.
티어 6 부터의 캐릭터들은 우주적 존재로, 추상적 개념을 관장한다.
티어 6의 프랭클린 리처드는 현실조작, 티어 5의 '플래닛 이터'라고 불리는 갤럭투스는 행성의 소멸, 와처는 모든 일들의 주시를 맡고 있다.
티어 4의 오블리비언은 무(無)를 관장, 데스는 죽음을 관장, 인피니티는 공간을 관장하며,
티어 3의 이터니티는 시간을 관장하며, 마블 유니버스 5대 본질의 리더이다.
티어 3의 인피니티 스톤 타노스는 티어 8의 타노스와 달리, 인피니티 건틀렛을 갖춰 능력이 최고조로 닿은 타노스 버전을 의미한다. 그 외에 '하트 오브 유니버스 타노스' 버전이 있는데, 이는 전지전능한 신급에 해당하며, 절대자 수준에 이른다.
티어 2의 피닉스 포스는 에너지 그 자체이며, 태초의 존재이다. 여타 상위 티어 캐릭터와 달리 영화에서 표현된 적 있으며, 영화 엑스맨: 아포칼립스의 진 그레이가 이 피닉스 포스의 숙주로 등장했다.
티어 2의 리빙 트리뷰널은 마블의 절대자이자, 원 어보브 올로부터 힘을 위임받은 존재이다. 시계의 관리자, 살아있는 재판장, 심판자 등의 별명을 가지고 있다.
티어 1은 원 어보브 올로, 말 그대로 'One-Above-All', 마블의 절대자이다. 사실, 마블의 원작자 스탠 리를 의미한다.
티어 등급과 달리, 마블이 공식적으로 제공하는 정보 중에는 '파워 레이팅'이라는 것이 있다. 일부 마블 캐릭터에 대해 지능, 힘, 속도, 내구력/체력, 에너지 투사, 전투능력의 요소별로 수치를 측정하여 공개하고 있다. 각 요소별로 7개의 등급을 매겨, 캐릭터를 분류하고 있다.

## 같이 보기
- 마블 시네마틱 유니버스
- DC 유니버스
- 다크 유니버스
- 마블 엔터테인먼트
- 마블 코믹스
- 마블 스튜디오
- 마블 애니메이션
- 마블 코믹스 원작의 영화 작품 목록